# Camí de Cal Borrell

El Camí de Cal Borrell, respecte del terme d'Abella de la Conca

El Camí de Cal Borrell és un camí del terme municipal d'Abella de la Conca, a la comarca del Pallars Jussà.
Arrenca del Camí Nou de les Vielles i emprèn la direcció nord-oest, passa pel costat nord de los Planells, i arriba a Cal Borrell en 800 metres. Travessa la partida de les Vielles.

## Etimologia
Es tracta d'un topònim romànic modern, de caràcter descriptiu: pren el nom de la masia a la qual mena, Cal Borrell.